# Brug 507
Brug 507 is een kunstwerk in het Amsterdamse Bos. Het Amsterdamse Bos is een deel van de gemeente Amstelveen, terwijl de gemeente Amsterdam het beheer voert.
Deze klassiek aandoende ophaalbrug werd gebouwd in het kader van een aantal kunstwerken om de Bosbaan. Zij werden in een keer aanbesteed op 16 november 1936. Het ontwerp van die bruggen is afkomstig van Piet Kramer, bruggenarchitect bij de Dienst der Publieke Werken. Van zijn hand verschenen allerlei brugtypen in het park, aangepast aan gebruik en omgeving. Voor deze plek kwam Kramer met een ophaalbrug in de stijl van 19e-eeuwse ophaalbruggen met een in rondboog uitgevoerde hameipoort, veelal toegepast in Noord-Holland. Het is een mogelijkheid dat deze brug geïnspireerd is op de Magere Brug waarvoor Kramer in 1934 een renovatie-ontwerp had gemaakt. Deze brug 507 heeft op nog geen honderd meter verder een broertje staan, brug 504. Beide staan over een kanaal, ook wel naar de vorm De Banaan genoemd, dat de Bosbaan verbindt met het Nieuwe Meer. Tussen de bruggen zit een klein verschil. Brug 504 staat op brugpijlers en jukken eigenlijk in het water, daar waar brug 507 op de wanden van de Bosbaansluis staat bij de noordelijke sluisdeuren. Beide bruggen geven het landschap een meer Hollands karakter (het Nieuwe Meer is natuurlijk, de Bosbaan is mensenwerk).
Brug 507 staat net als de sluizen vermoedelijk op een houten paalfundering. Ze heeft geen brugpijlers, steunen of aanbruggen. De overspanning bestaat voor het grootste deel uit hout. Daarboven is er de houten opbouw. De brugleuningen zijn eveneens van hout, waarbij in de constructie diverse houtbewerkingmotieven zijn te vinden, Kramer was van origine timmerman. 
Bij de aanbesteding van 16 november 1936 kon geoffreerd worden voor de bouw van brug 500, brug 502, brug 504, brug 507, brug 509, brug 510, brug 511 en brug 512. In 1959 heeft er enig renovatiewerk aan de brug plaatsgevonden (balans). De gemeente Amstelveen benoemde deze brug tot gemeentelijk monument vanwege het passend ontwerp binnen de overgang van de karakters van het landschap, de ensemblevorming, het beeldbepalend karakter dat de brug heeft langs de Bosbaan en de verschijningsvorm binnen het oeuvre van de architect. 

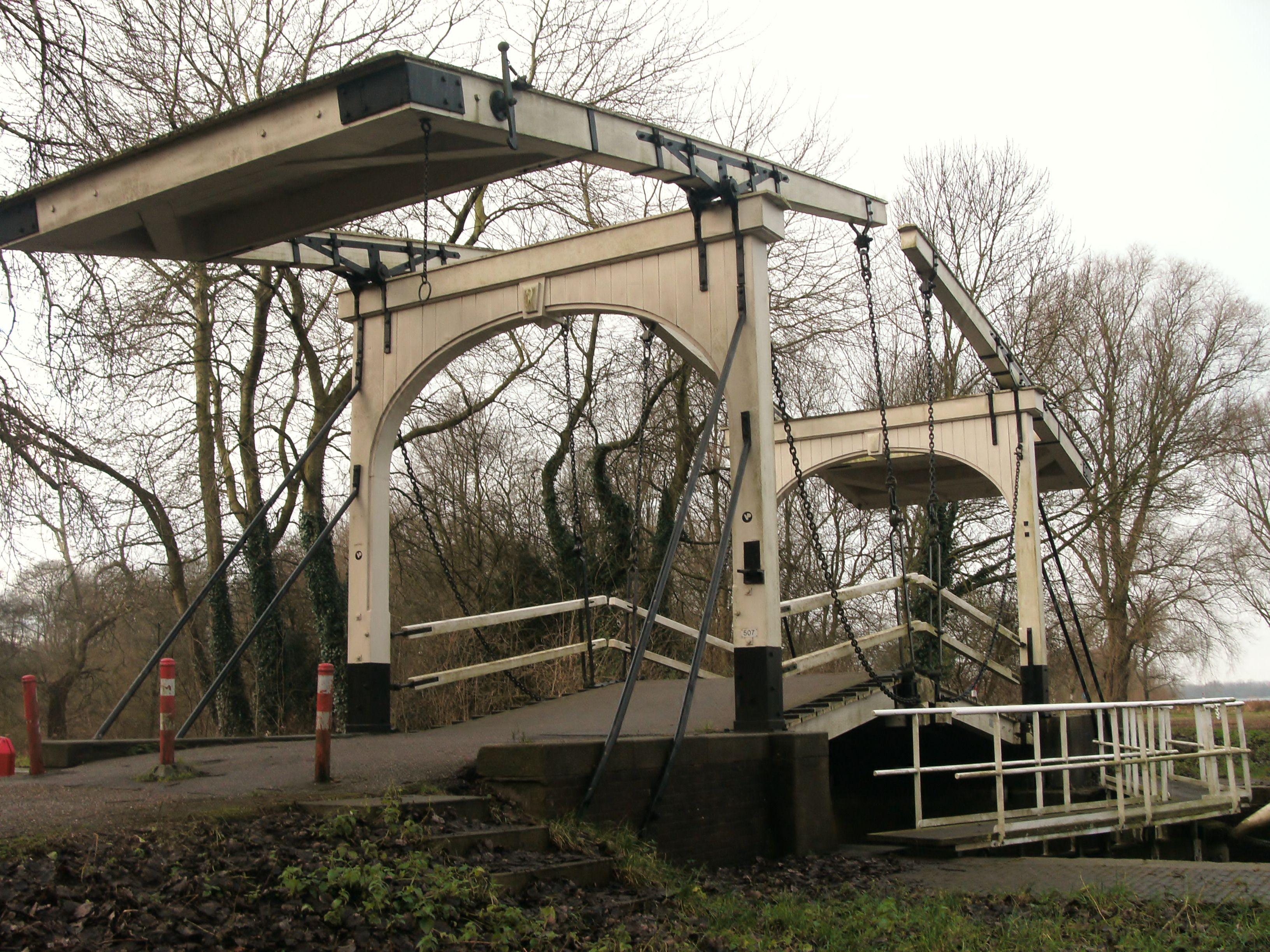
Brug 507 (2008)

<<< · 500 · 501 ·  503 · 504 · 505 · 506 · 507 · 508 · 509 · 510 · 511 · 512 · 513 · 514 · 515 · 516 · 517 · 518 · 519 · 520 · 521 · 522 · 523 · 525 · 526 · 527 · 528 · 530 · 531 · 532 · 533 · 534 · 535 · 536 · 537 · 538 · 539 · 540 · 541 · 542 · 543 · 544 · 545 · 546 · 547 · 548 · 549 · 550 · 551 · 552 · 553 · 554 · 555 · 556 · 557 · 558 · 559 · 560 · 561 · 562 · 563 · 564 · 565 · 566 · 567 · 569 · 571 · 572 · 573 · 575 · 577 · 578 · 580 · 581 · 582 · 583 · 584 · 586 · 587 · 589 · 590 · 591 · 592 · 593 · 594 · >>>
Brugnummers 502, 524, 529, 568, 570, 574, 576, 579, 585, 588, 595, 596, 597, 598, 599 zijn niet (meer) vergeven.